# Саддаби, Элси
Элси Саддаби (англ. Elsie Suddaby; 5 января 1893, Лидс — 24 апреля 1980, Радлетт, графство Хартфордшир) — английская певица (сопрано).
Ученица Эдуарда Бэрстоу, дальняя родственница другого его ученика Фрэнсиса Джексона. Получила первоначальную известность исполнением старинных английских песен, название одной из них — «Девушка с нежным лицом» (англ. The Lass With The Delicate Air) Майкла Арна — стало её прозвищем. Первые записи Саддаби относятся к середине 1920-х гг. — в частности, Серенада Франца Шуберта «Ты слышишь жаворонка трель…» D 889 (запись 1928 г., аккомпанирует Джеральд Мур). В 1929 г. пела в юбилейном исполнении Страстей по Матфею И. С. Баха под управлением Ч. К. Скотта. Участница ряда премьер, в том числе кантаты Джеральда Финци Dies Natalis (1940, дирижёр Морис Майлз), «Серенады к музыке» (1938, дирижёр Генри Вуд) и кантаты «Благодарение Победе» (1945) Ральфа Воан-Уильямса.
Двойной альбом с записями Саддаби (вплоть до 1951 г.) выпущен во второй половине 1990-х гг. и получил высокую оценку критики.